# Audrey Hobert
Audrey Hobert (19 februari 1999) is een Amerikaans singer-songwriter. Ze schreef meerdere nummers voor haar goede vriendin Gracie Abrams. In 2025 bracht Hobert haar debuutsingle "Sue Me" uit, gevolgd door "Bowling Alley".

## Biografie
Hobert is de zus van muzikant Malcolm Todd. Haar vader was schrijver en producent van de televisieseries Scrubs en The Middle. Ze studeerde in 2021 af in een Bachelor of Fine Arts aan de Universiteit van New York. Vervolgens werkte ze als productieassistent bij Warner Bros. Als onderdeel van haar schrijverscarrière schreef Hobert elke aflevering van de Nickelodeon sitcom "The Really Loud House" (2022–2024).
Hobert besloot daarna om zich te richten op het schrijven van liedjes, waarvoor ze een samenwerking aanging met haar goede vriendin Gracie Abrams. Hobert had Abrams ontmoet tijdens de diploma-uitreiking bij haar afstuderen. Samen schreven ze meerdere nummers van Abrams' album The Secret of Us. Ook regisseerde Hobert meerdere muziekvideo's van nummers op het album. Hobert schreef mee aan het nummer "That's So True", dat een internationale hit werd in meerdere landen. Ook was ze als backing vocalist te horen op het nummer. Het nummer stond acht weken bovenaan de UK Singles Chart. Ook nam het duo een seksuele versie van het nummer op het dak van de Electric Lady Studios op. Hobert trad op naast Abrams tijdens meerdere live-optredens van That's So True.
Via Abrams tekende Hobert een platencontract bij Universal Music Group en schreef ze meerdere nummers voor andere artiesten, waaronder "Start All Over" van de Britse singer-songwriter Alessi Rose. Via Universal Music Group ontmoette Hobert Ricky Gourmet, met wie ze het debuutalbum van Finneas O'Connell produceerde.
Op 9 mei 2025 bracht Hobert haar debuutsingle "Sue Me" uit. Het nummer gaat over het gevoel om begrepen te worden na een break-up in een relatie. De single "Sue Me" was het vijfde nummer die Hobert alleen schreef. De single werd opgevolgd door "Bowling Alley" in juni 2025, evenals Hoberts eerste solo-concert.

## Discografie

### Singles
| Lied          | Verschijnen  | Album | Hitlijsten | Hitlijsten | Hitlijsten  | Hitlijsten  | Hitlijsten   | Hitlijsten   | Opmerkingen |
| Lied          | Verschijnen  | Album | BE (VL)    | BE (VL)    | NL (Top 40) | NL (Top 40) | NL (Top 100) | NL (Top 100) | Opmerkingen |
| Lied          | Verschijnen  | Album | Piek       | Weken      | Piek        | Weken       | Piek         | Weken        | Opmerkingen |
| ------------- | ------------ | ----- | ---------- | ---------- | ----------- | ----------- | ------------ | ------------ | ----------- |
| Sue Me        | 9 mei 2025   | —     | —          | —          | —           | —           | —            | —            |             |
| Bowling Alley | 24 juni 2025 | —     | —          | —          | —           | —           | —            | —            |             |